# Agent White
Agent White (pol. mieszanka biała) – fitotoksyczny bojowy środek trujący należący do grupy tzw. tęczowych herbicydów, stosowany na dużą skalę przez wojska amerykańskie w czasie wojny wietnamskiej. Wszedł do użycia w 1965 lub 1966 roku, gdy brakowało innego herbicydu – Agent Orange (choć i tak był on nadal wykorzystywany w przeważającej ilości).
Agent White zawierał dwie substancje czynne – 2,4-dichlorofenoksyoctan triizopropanoloamoniowy i 4-amino-3,5,6-trichloropikolinian triizopropanoloamoniowy (sole triizopropanoloaminy i, odpowiednio, kwasu 2,4-dichlorofenoksyoctowego (2,4-D) oraz pikloramu) w stosunku 4:1. Mieszanina ta miała postać białej, bardzo lepkiej cieczy, którą stosowano w postaci wodnego roztworu zawierającego do 25% substancji aktywnych, rozpylanego z powietrza. Nazwa środka pochodziła jednak nie od jego barwy, a od koloru oznaczeń 55-galonowych pojemników z tym środkiem, w których był on dostarczany ze Stanów Zjednoczonych.
Stosowany był jako długo działający defoliant. Oddziaływał na większość roślin (herbicyd totalny), powodując opadanie liści wskutek działania 2,4-D oraz hamowanie wegetacji roślin przez co najmniej rok, po dostaniu się pikloramu przez system korzeniowy. W porównaniu do innych tęczowych herbicydów był mniej trujący dla ludzi, gdyż nie zawierał kwasu 2,4,5-trichlorofenoksyoctowego (2,4,5-T), którego zanieczyszczeniami produkcyjnymi były polichlorowane dibenzodioksyny.
Zużycie Agent White wynosiło 8–15 kg/ha w przeliczeniu na mieszaninę czystych składników aktywnych. Łącznie w latach 1965–1971 wykorzystano 5633 tys. galonów (ponad 21 tys. m³) tego środka.
Podobnie jak i inne herbicydy, Agent White nie jest wymieniony bezpośrednio w Konwencji o zakazie broni chemicznej z 1993 roku. Stanowiłby jednak broń chemiczną, gdyby został użyty jako „środek prowadzenia walki”. Środek ten jest dostępny komercyjnie pod nazwą handlową Tordon 101 (Dow Chemical Company).